# American III: Solitary Man
American III: Solitary Man é o terceiro álbum de Johnny Cash em sua série American.
Entre Unchained e este álbum, a saúde de Johnny Cash declinou devido a vários fatores, até que ele foi hospitalizado com pneumonia. A doença o forçou a encurtar a turnê. Este álbum contém a resposta de Cash à doença, tipificada pela versão de "I Won't Back Down" (1989), de Tom Petty, bem como de "One" (1991), de U2. Da mesma forma que os outros álbuns de Cash produzidos por Rick Rubin, American III ganhou o Prêmio Grammy na categoria de "Melhor Performance Masculina" com a canção "Solitary Man" (1966), de Neil Diamond.

## Lista de faixas
| N.º | Título                                                  | Compositor(es)                                    | Duração |  |
| 1.  | "I Won't Back Down"                                     | Tom Petty / Jeff Lynne                            | 2:09    |  |
| 2.  | "Solitary Man"                                          | Neil Diamond                                      | 2:25    |  |
| 3.  | "That Lucky Old Sun (Just Rolls Around Heaven All Day)" | Haven Gillespie / Beasely Smith                   | 2:35    |  |
| 4.  | "One"                                                   | Bono / Adam Clayton / The Edge / Larry Mullen Jr. | 3:53    |  |
| 5.  | "Nobody"                                                | Egbert Williams                                   | 3:14    |  |
| 6.  | "I See a Darkness"                                      | Will Oldham                                       | 3:42    |  |
| 7.  | "The Mercy Seat"                                        | Nick Cave / Mick Harvey                           | 4:35    |  |
| 8.  | "Would You Lay with Me (in a Field of Stone)"           | David Allen Coe                                   | 2:41    |  |
| 9.  | "Field of Diamonds"                                     | Cash / Jack Routh                                 | 3:15    |  |
| 10. | "Before My Time"                                        | Cash                                              | 2:55    |  |
| 11. | "Country Trash"                                         | Cash                                              | 1:47    |  |
| 12. | "Mary of the Wild Moor"                                 | Dennis Turner                                     | 2:32    |  |
| 13. | "I'm Leaving Now"                                       | Cash                                              | 3:07    |  |
| 14. | "Wayfaring Stranger"                                    | (tradicional)                                     | 3:19    |  |

## Paradas musicais
| País/Parada (2000)                  | Melhor posição |
| ----------------------------------- | -------------- |
| Estados Unidos (Billboard 200)      | 88             |
| Estados Unidos (Top Country Albums) | 11             |